# Fritz Flint
Fritz Flint (* 11. März 1917 in Doberan; † 7. Juni 1999 in Berlin) war ein deutscher Politiker (CDU). Er war Vorsitzender der CDU-Bezirksverbände Cottbus und Berlin, Abgeordneter der Volkskammer und Stellvertreter des Staatssekretärs für Kirchenfragen der DDR.

## Leben
Der Sohn eines Schlossermeisters absolvierte nach dem Besuch der Volksschule und des Friderico-Francisceum Gymnasiums in Bad Doberan von 1933 bis 1936 eine kaufmännische Lehre in Rostock. Er arbeitete zunächst als Verkäufer, dann als Einkäufer in einer Werkzeugmaschinen-Großhandlung in Braunschweig. 1938 wurde er zum Wehrdienst in die Wehrmacht eingezogen und musste ab 1939 Kriegsdienst leisten. 1945 geriet er in kurzzeitige britische Kriegsgefangenschaft.
1945/46 arbeitete er als Hilfsarbeiter, 1946 bis 1949 als Buchhalter in einer privaten Weberei in Bad Doberan. 1945 wurde er Mitglied des FDGB und im Januar 1946 der CDU. Er war von 1946 bis 1951 Stadtverordneter in Bad Doberan und Abgeordneter des Kreistags Rostock-Land. 1949 wurde er Mitglied der DSF. Von 1949 bis 1951 wirkte er als Stadtrat und stellvertretender Bürgermeister in Bad Doberan. Anschließend war er von 1951 bis 1953 Bürgermeister von Grabow. Von 1953 bis 1957 fungierte er als stellvertretender Oberbürgermeister und Stadtverordneter von Schwerin. Nach einem Kurzlehrgang an der Deutschen Akademie für Staats- und Rechtswissenschaft in Potsdam 1953 nahm er ein Fernstudium auf, das er 1956 als Diplom-Staatswissenschaftler abschloss. 1954 wurde er Mitglied des Kulturbundes.
Auf dem VIII. Parteitag der CDU im September 1956 wurde er in den Hauptvorstand der CDU gewählt. Am 24. Juli 1957 wurde er durch Gerald Götting als Vorsitzender des CDU-Bezirksverbandes Cottbus eingeführt. Das Amt war seit Monaten nach dem Tod von Georg-Willi Hein durch den stellvertretenden Bezirksvorsitzenden Kurt Stolle geschäftsführend ausgeübt worden. Schon nach einem halben Jahr wurde er auf Beschluss des Präsidiums des CDU-Hauptvorstandes am 14. Februar 1958 Vorsitzender des CDU-Bezirksverbandes Berlin. Dieses Amt hatte er bis Mai 1960 inne. Er blieb aber weiterhin Mitglied des CDU-Bezirksvorstandes Berlin.
Von Oktober 1958 (IX. Parteitag) bis Oktober 1964 (XI. Parteitag) war er Mitglied des Präsidiums des Hauptvorstandes der CDU. Von 1958 bis 1963 war er Mitglied der Stadtverordnetenversammlung von Berlin und als Berliner Vertreter und Mitglied der CDU-Fraktion Abgeordneter der Volkskammer. Von Mai 1960 bis 1977 übte er das Amt des Stellvertreters des Staatssekretärs für Kirchenfragen aus (Nachfolger von Max Hartwig). Im Juli 1977 ging er aus Gesundheitsgründen vorzeitig in den Ruhestand.
1979 wurde er Vorsitzender der neugebildeten Veteranenkommission des CDU-Bezirksverbandes Berlin und stellvertretender Vorsitzender der Veteranenkommission beim CDU-Hauptvorstand. Am 17. März 1987 wurde er zum Ehrenmitglied des CDU-Hauptvorstandes und Mitglied des Ehrenrates des CDU-Hauptvorstandes ernannt.

## Auszeichnungen
- 1955  Ehrennadel der Nationalen Front
- 1956  Silberne Plakette des Deutschen Friedensrates
- 1957 Goldene Ehrennadel des Deutschen Friedensrates
- 1957 Goldene Aufbaunadel des Bezirkes Schwerin
- 1959 Vaterländischer Verdienstorden in Bronze, 1975 in Silber und 1977 in Gold
- 1987 Ehrenspange zum Vaterländischen Verdienstorden in Gold
- Verdienstmedaille der DDR